# Chris Priestley

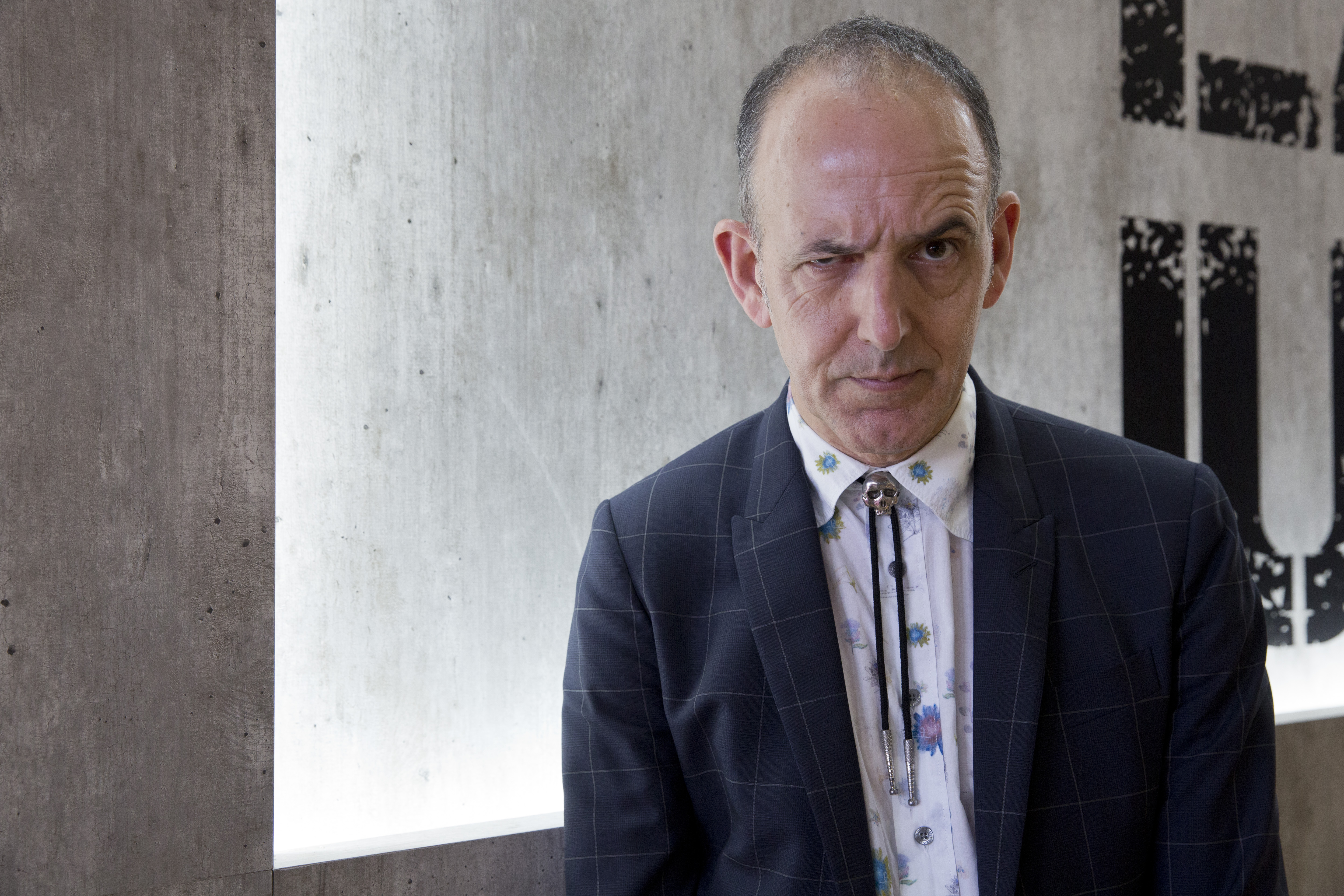
Chris Priestley

Christopher Priestley (* 25. August 1958 in Hull) ist ein britischer Autor, Illustrator und Cartoonist.

## Leben
Priestley studierte von 1976 bis 1980 an der Manchester Polytechnic. Von 1981 bis 1985 arbeitete er als Karikaturist für die Zeitschrift Record Mirror und lieferte Illustrationen für The Times und The Independent. Von 1990 bis 1996 war er für The Economist tätig und arbeitete darauf zwei Jahre für den The Independent.
Seit 1998 schreibt er selbst. Priestley interessiert sich seit seiner Kindheit für Gruselgeschichten, was in seinem Werk zum Tragen kommt. Er malt außerdem. Chris Priestley lebt mit seiner Familie in Cambridge.

## Werke

### Schauergeschichten-Reihe
- Uncle Montague’s Tales of Terror. 2007
  - Onkel Montagues Schauergeschichten. Bloomsbury Verlag, Berlin 2010, ISBN 978-3-8270-5371-8
- Tales of Terror from the Black Ship. 2008.
  - Schauergeschichten vom schwarzen Schiff. Bloomsbury Verlag, Berlin 2011, ISBN 978-3-8270-5422-7
- Tales of Terror from the Tunnel’s Mouth. 2009.
  - Schauergeschichten aus dem Schlund des Tunnels. Bloomsbury Verlag, Berlin 2012, ISBN 978-3-8270-5502-6

### Tom Marlowe Adventure
- Death and the Arrow, 2003
- The White Rider, 2004
- Redwulf’s Curse, 2005

### Weitere Werke
- Dog Magic!, 2000
- Jail-breaker Jack, 2001
- Battle of Britain: My Story, 2002
- Battle of Hastings, 2003
- Witch Hunt, 2003
- Billy Wizard, 2005
- New World, 2007
- The Dead Of Winter, 2010
- Mister Creecher, 2010
  - Mister Creecher. Bloomoon Verlag, München 2013, ISBN 978-3-7607-9928-5
- Through Dead Eyes, 2013
  - Dead Eyes – Der Fluch der Maske. Bloomoon Verlag, München 2014, ISBN 978-3-8458-0375-3